# Gerhard Glogowski
Gerhard Glogowski (* 11. Februar 1943 in Hannover) ist ein deutscher Politiker (SPD). Er war von 1990 bis 1998 niedersächsischer Innenminister und vom 28. Oktober 1998 bis zum 15. Dezember 1999 Ministerpräsident des Landes Niedersachsen.

## Familie und Berufsausbildung
Glogowski wuchs in Bonn auf. Sein Vater war Chauffeur der SPD-Politiker Herbert Wehner und Erich Ollenhauer. Nach dem Besuch der Volksschule absolvierte Glogowski in Bonn eine Lehre als Werkzeugmacher. Parallel dazu besuchte er eine Abendschule, um das Abitur zu erlangen. Anschließend machte er an der Hochschule für Wirtschaft und Politik in Hamburg einen Abschluss als Diplom-Volkswirt.
Gerhard Glogowskis Sohn Robert ist seit 2022 mit der ehemaligen FDP-Bundestagsabgeordneten Anikó Glogowski-Merten verheiratet.

## Politische Laufbahn
Glogowski ist seit 1960 Mitglied der IG Metall und seit 1961 Mitglied der SPD. Er war Bezirksvorsitzender des SPD-Bezirks Braunschweig und stellvertretender Vorsitzender des Landesverbandes Niedersachsen der SPD.
Seine ersten politischen Ämter übernahm er 1966 als Ratsherr der früheren Gemeinde Waggum; von 1968 bis 1972 war er dort SPD-Fraktionsvorsitzender. 1972 wurde er Bürgermeister von Waggum und von 1972 bis 1974 war er außerdem Abgeordneter und stellvertretender SPD-Fraktionsvorsitzender im Kreistag des Landkreises Braunschweig. In den Jahren von 1976 bis 1981 und von 1986 bis 1990 amtierte Gerhard Glogowski als ehrenamtlicher Oberbürgermeister der Stadt Braunschweig.
1978 wurde Glogowski in den Niedersächsischen Landtag gewählt, dem er über sechs Wahlperioden vom 21. Juni 1978 bis zum 4. März 2003 angehörte. Von 1984 bis 1990 war er stellvertretender Vorsitzender der SPD-Landtagsfraktion.
Glogowski war zeitweise – in seiner Eigenschaft als Braunschweiger Oberbürgermeister – Präsident des Niedersächsischen Städtetages. Er gehörte außerdem den Aufsichtsräten der Volkswagen AG, der Norddeutschen Landesbank, der Öffentlichen Versicherung Braunschweig, der Stahlwerke Peine-Salzgitter, der Stadtwerke Braunschweig, der Niedersächsischen Verfrachtungsgesellschaft und der Braunschweigischen Kohlen-Bergwerke an sowie dem Beirat der Ferngas Salzgitter GmbH.

## Innenminister und Ministerpräsident des Landes Niedersachsen
Vom 21. Juni 1990 bis zum 28. Oktober 1998 amtierte Glogowski als niedersächsischer Innenminister und Stellvertreter des Ministerpräsidenten Gerhard Schröder (SPD). Kritiker in der Landeshauptstadt Hannover warfen Glogowski bereits während dieser Zeit vor, er habe vor allem die Interessen der Stadt Braunschweig im Blick gehabt.
Nachdem Schröder wegen seiner bevorstehenden Wahl zum Bundeskanzler am 26. Oktober 1998 seinen Rücktritt erklärt hatte, trat Glogowski am 28. Oktober 1998 dessen Nachfolge als niedersächsischer Ministerpräsident an. Da er anhaltende Vorwürfe, sich materielle Vorteile durch sein Amt verschafft zu haben, nicht ausräumen konnte, trat er bereits am 26. November 1999 als Ministerpräsident zurück. Bis zur Wahl seines Nachfolgers Sigmar Gabriel (SPD) am 15. Dezember 1999 blieben Glogowski und die weiteren Mitglieder der niedersächsischen Landesregierung geschäftsführend im Amt.
Glogowski gehörte von 1990 bis 1999 folgenden niedersächsischen Landesregierungen an:
- Kabinett Schröder I (1990–1994, Innenminister, Stellvertreter des Ministerpräsidenten)
- Kabinett Schröder II (1994–1998, Innenminister, Stellvertreter des Ministerpräsidenten)
- Kabinett Schröder III (1998, Innenminister, Stellvertreter des Ministerpräsidenten)
- Kabinett Glogowski (1998–1999, Ministerpräsident)

## Engagement fürEintracht Braunschweig
Gerhard Glogowski setzte sich immer wieder für den Braunschweiger Turn- und Sportverein Eintracht von 1895 e. V. (Eintracht Braunschweig) ein. In den 1980er Jahren wirkte er maßgeblich an Entscheidungen der Stadt Braunschweig zum Erhalt des Vereinsstadions an der Hamburger Straße (Eintracht-Stadion) mit. Als niedersächsischer Innenminister setzte er sich für den Ausbau des Stadions ein. Das Land Niedersachsen gewährte schließlich für das Bauprojekt in erheblichem Umfang Sportförderungsmittel. Von 2000 bis zum Jahr 2007 war Glogowski Präsident des Vereins. Im Dezember 2007 wurde er zum Ehrenpräsidenten ernannt.

## Ehrungen
Gerhard Glogowski ist seit Dezember 1994 Ehrensenator der Technischen Universität Braunschweig.
Am 18. Dezember 2007 beschloss der Rat der Stadt Braunschweig nach kontroverser Debatte mehrheitlich, Glogowski zum Ehrenbürger der Stadt Braunschweig zu ernennen. Die Ernennung fand zu Glogowskis 65. Geburtstag am 11. Februar 2008 statt.

## Veröffentlichungen
- Gerhard Glogowski: Mit den Menschen sein. In: Björn Engholm, Dieter Koch, Christian Wiechel-Kramüller (Hrsg.): Lernen. Lehren. Leben. Absolventinnen und Absolventen der HWP erinnern sich, Verlag: WIEKRA Wissen, Suhlendorf 2022, ISBN 978-3-940189-23-3, S. 88–92.

## Zitate
„NPD, DVU, Republikaner unterscheide ich nicht. Dies ist für mich alles rechtsradikaler Sumpf. Das hieße: Scheiße nach Geruch zu sortieren.“